# La ruleta de la fortuna y la fantasía
 La ruleta de la fortuna y la fantasía (偶然と想像 Gūzen to Sōzō?, tdl. "Coincidencia e imaginación"; en inglés Wheel of Fortune and Fantasy) es una película de drama romántico antología japonesa de 2021 escrita y dirigida por Ryusuke Hamaguchi. La película está protagonizada por Kotone Furukawa, Kiyohiko Shibukawa y Fusako Urabe como las actrices principales de cada uno de los tres segmentos de la antología.
La película tuvo su estreno mundial en la edición 71° del Festival Internacional de Cine de Berlín el 4 de marzo de 2021, donde ganó el Gran Premio del Jurado (Oso de Plata).

## Reparto
El elenco incluye:
- Kotone Furukawa como Meiko
- Kiyohiko Shibukawa como Segawa
- Katsuki Mori como Nao
- Fusako Urabe como Moka Natsuko
- Aoba Kawai como Nana Aya
- Ayumu Nakajima como Kazuaki Kubota
- Hyunri como Tsugumi Konno
- Shōma Kai como Sasaki

## Lanzamiento
El 11 de febrero de 2021, el Festival Internacional de Cine de Berlín anunció que la película tendría su estreno mundial en la edición 71° del festival de la sección Berlinale Competition, en marzo de 2021. También fue seleccionado en la sección 'Presentación de gala' en la edición 26° del Festival Internacional de Cine de Busan y se proyectará en el festival.

## Premios y nominaciones
| Año  | Premio                                         | Categoría              | Candidato                    | Resultado | Ref.  |
| ---- | ---------------------------------------------- | ---------------------- | ---------------------------- | --------- | ----- |
| 2021 | 71.er Festival Internacional de Cine de Berlín | Gran Premio del Jurado | Wheel of Fortune and Fantasy | Ganadora  | [ 2 ] |
| 2021 | 15º Premios Asian Film                         | Mejor película         | Wheel of Fortune and Fantasy | Nominada  | [ 7 ] |
| 2021 | 15º Premios Asian Film                         | Mejor director         | Ryusuke Hamaguchi            | Nominado  | [ 7 ] |